# Bus-lès-Artois
Bus-lès-Artois é uma comuna francesa na região administrativa de Altos da França, no departamento de Somme. Estende-se por uma área de 6,74 km². Em 2010 a comuna tinha 133 habitantes (densidade: 19,7 hab./km²).